# Ферк, Дэйг
Дэйг Неерга́ард Ферк (англ. Daeg Neergaard Faerch; род. 27 сентября 1995, по другим данным — 1992, США, по другим данным — Дания или Канада) — американо-канадский актёр датского происхождения, известный, главным образом, по роли Майкла Майерса в фильме «Хэллоуин 2007» Роба Зомби.

## Биография
Информация о дате и месте рождения актёра весьма противоречива; мать Дэйга — Мики Ферк — урождённая датчанка. С 2004 года юный актёр снялся в нескольких десятках короткометражных фильмах, по большей части хоррорах. Играл в театральных постановках, в том числе «В ожидании Годо», «Виндзорские насмешницы», «Кориолан», «Марат/Сад».
В 2007 году был выбран на роль молодого Майкла Майерса в ремейке классики Джона Карпентера «Хэллоуин». На фоне весьма прохладных критических оценок «Хэллоуина 2007» игра Ферка была воспринята достаточно благосклонно. Корреспондент Chicago Tribune Тэша Робинсон написала, что первый час фильма в какой-то степени увлекателен благодаря невинной/демонической игре Ферка, а редактор Examiner.com Бернардо Виллела заявил, что Майерс-ребёнок в ремейке не уступает величайшим антагонистам фильмов ужасов за последние 25 лет, если только не превосходит их.
Год спустя снялся в эпизодической роли французского панка в боевике «Хэнкок», сыграл немецкого школьника в двух эпизодах сериала «Мёртвые до востребования». Должен был вернуться к образу Майкла Майерса в картине «Хэллоуин 2», но не подошёл по возрасту и был с сожалением заменён режиссёром ленты — Робом Зомби. Продолжил сниматься в короткометражном и малобюджетном кино («Беги, сука, беги», «Себастьян»).

## Избранная фильмография
| Год  |   | Русское название                           | Оригинальное название                 | Роль                  |
| ---- | - | ------------------------------------------ | ------------------------------------- | --------------------- |
| 2007 | ф | Корзина-погремушка                         | Rattle Basket                         | Морти Хоффман         |
| 2007 | ф | Тёмное зеркало                             | Dark Mirror                           | соседский ребёнок     |
| 2007 | ф | Хэллоуин 2007                              | Halloween                             | Майкл Майерс в 10 лет |
| 2008 | ф | Хэнкок                                     | Hancock                               | Мишель                |
| 2008 | с | Мёртвые до востребования                   | Pushing Daisies                       | Ингмар Тодд           |
| 2009 | ф | Беги, сука, беги                           | Run! Bitch Run!                       | Томми                 |
| 2011 | ф | Себастьян                                  | Sebastian                             | Себастьян             |
| 2016 | ф | Расплата                                   | The Accountant                        | стрелок               |
| 2017 | с | Американский вандал                        | American Vandal                       | Тодд Уотфорд          |
| 2018 | ф | Джози                                      | Josie                                 | Гейтор                |
| 2019 | ф | Терапия для убийцы                         | Killer Therapy                        | Блейк Корбин          |
| 2021 | с | Американская история ужасов: Двойной сеанс | American Horror Story: Double Feature | Джоуи                 |